# Uwe Raab
Uwe Raab (Wittenberg, 26 luglio 1962) è un ex ciclista su strada tedesco.
Fu campione del mondo dilettanti nel 1983 in rappresentanza della Germania Est. Passato professionista nel 1990, alla tarda età di ventotto anni, si aggiudicò quattro tappe alla Vuelta a España e due volte (1990 e 1991) la classifica a punti nella corsa spagnola.

## Carriera

### 1981-1989: i successi tra i dilettanti
Tesserato per lo SC DHfK Leipzig di Lipsia nell'allora Germania Est, entrò sin da giovane nel giro della Nazionale tedesca orientale, riuscendo a ottenere numerose affermazioni nella categoria dilettantistica. Nel 1982 vinse il Giro di Turingia e una tappa al Tour de l'Avenir, e l'anno dopo si aggiudicò la prova individuale di categoria ai campionato del mondo di Altenrhein. Nel 1984 fu terzo e miglior scalatore al Giro delle Regioni; preparatosi per i Giochi olimpici di quell'anno a Los Angeles, non poté partecipare alla competizione per via del boicottaggio dei paesi dell'Europa orientale.
Nel 1986 fece parte del quartetto tedesco orientale che vinse il bronzo nella cronometro a squadre di 100 km ai mondiali di Colorado Springs. Due anni dopo vinse il DDR-Rundfahrt, conquistando anche quattro frazioni, e partecipò alla prova in linea dei Giochi olimpici di Seul, non andando però oltre un 23º posto.

### 1990-1995: il professionismo e le vittorie alla Vuelta
Nel 1990, con la riunificazione tedesca, passò professionista con la maglia della formazione olandese PDM-Ultima-Concorde. Alla sua prima stagione tra i "grandi" ottenne subito diversi successi, in particolar modo si distinse alla Vuelta a España dove conquistò tre successi di tappa e la classifica a punti. Si ripeté l'anno successivo vincendo ancora una tappa alla Vuelta a España e la seconda classifica a punti, anche grazie ad altri quattro podi nelle volate. Sempre nel 1991 fece bene anche nelle prove in linea, arrivando terzo nell'E3 Prijs Harelbeke, secondo nella Dwars door België e ottavo alla Milano-Sanremo. Anche nel 1992 conquistò diversi successi, in una tappa della Settimana Ciclistica Internazionale in Sicilia e in frazioni di alcune brevi corse spagnole, ottenendo anche un quarto posto alla Milano-Sanremo.
Nel 1993 si trasferì tra le file della squadra tedesca Telekom, ma i risultati cominciarono a calare. Nella compagine tedesca vinse una sola corsa, una tappa della Tirreno-Adriatico 1993, mentre sia al Giro d'Italia che al Tour de France non riuscì a cogliere piazzamenti rilevanti. Il suo ultimo acuto, prima del ritiro al termine della stagione 1995, fu il terzo posto nell'undicesima tappa del Giro d'Italia 1994 con arrivo a Bibione.

### Dopo il ritiro
Terminata la carriera rimase nell'ambiente delle due ruote gestendo circoli ciclistici a Wittenberg, sua città natale, dove è sposato ed ha due figli.
Nel 2007, a seguito di un ennesimo scandalo doping che tocco il ciclismo e la sua vecchia squadra della Telekom, disse che la sua carriera si concluse nel 1995 anche perché non accettò le richieste di doping di squadra che i dirigenti gli avevano fatto.

## Palmarès
- 1982 (dilettanti)

3ª tappa, 2ª semitappa Grande Prémio Ciclismo de Torres Vedras
5ª tappa Grande Prémio Ciclismo de Torres Vedras (Sintra > Varatojo)
6ª tappa, 1ª semitappa Grande Prémio Ciclismo de Torres Vedras (Bombarral > Caldas da Rainha)
Classifica generale Internationale Thüringen Rundfahrt
Campionati tedeschi orientali, Prova a cronometro
Cronoprologo Tour de l'Avenir (Divonne-les-Bains > Divonne-les-Bains, cronometro)
- 1983 (dilettanti)

1ª tappa Vuelta a Cuba
Rund um die Hainleite
1ª tappa Corsa della Pace (Serock > Olsztyn)
6ª tappa Corsa della Pace (Berlino > Halle)
9ª tappa Corsa della Pace (Karl-Marx-Stadt > Ústí nad Labem)
6ª tappa DDR-Rundfahrt (Zwickau > Zwickau)
Classifica generale Tour de l'Yonne
Campionati tedeschi orientali, Prova a cronometro
4ª tappa Okolo Slovenska (Zvolen > Zvolen)
Campionati del mondo, Prova in linea Dilettanti
- 1984 (dilettanti)

Prologo Vuelta a Cuba (Baracoa > Baracoa, cronometro)
5ª tappa, 1ª semitappa Vuelta a Cuba (Las Tunas)
4ª tappa Giro delle Regioni (Bagno di Romagna > Misano Adriatico)
5ª tappa Giro delle Regioni (Cremona > Alessandria)
1ª tappa Corsa della Pace (Berlino > Magdeburgo)
Berlino-Angermünde-Berlino
2ª tappa Tour de la Province de Liège (Spa > Berloz)
Campionati tedeschi orientali, Prova a cronometro
8ª tappa Okolo Slovenska
- 1985 (dilettanti)

2ª tappa Niedersachsen-Rundfahrt (Oldenburg > Wilhelmshaven)
9ª tappa, 2ª semitappa Niedersachsen-Rundfahrt (Bad Harzburg > Bad Harzburg)
Harzrundfahrt
3ª tappa Giro delle Regioni (Terme di Manzano > Fano)
6ª tappa, 2ª semitappa Giro delle Regioni (Ravenna > Ravenna)
12ª tappa Corsa della Pace (Neubrandenburg > Berlino)
3ª tappa DDR-Rundfahrt (Rund um die Dübener Heide)
4ª tappa DDR-Rundfahrt (Harz-Rundfahrt)
6ª tappa, 2ª semitappa Tour du Hainaut Occidental (Mouscron > Bailleul)
- 1986 (dilettanti)

Rund um Berlin
- 1987 (dilettanti)

Berlino-Cottbus-Berlino
2ª tappa Corsa della Pace (Berlino > Magdeburgo)
6ª tappa Tour du Hainaut Occidental (Geel > Luingne)
1ª tappa DDR-Rundfahrt (Rostock > Rostock)
6ª tappa DDR-Rundfahrt (Güntersberge > Erfurt)
- 1988 (dilettanti)

Prologo DDR-Rundfahrt (Francoforte sull'Oder > Francoforte sull'Oder, cronometro)
1ª tappa DDR-Rundfahrt (Francoforte sull'Oder > Francoforte sull'Oder)
3ª tappa DDR-Rundfahrt (Forst > Forst)
6ª tappa DDR-Rundfahrt (Luckau > Luckau)
Classifica generale DDR-Rundfahrt
- 1989 (dilettanti)

3ª tappa Circuit de la Sarthe (Bonnétable > Arnage
5ª tappa Corsa della Pace (Poznań > Cottbus)
8ª tappa Corsa della Pace (Berlino > Dresda)
Prologo Grand Prix Tell (Kriens > Kriens, cronometro)
3ª tappa DDR-Rundfahrt (Rund im Vogtland)
4ª tappa, 2ª semitappa DDR-Rundfahrt (Zwickau > Zwickau)
5ª tappa DDR-Rundfahrt (Zwickau > Schwarzenberg)
- 1990 (PDM-Ultima-Concorde, cinque vittorie)

Gran Premio de Albacete
4ª tappa Volta a la Comunitat Valenciana (Port de Sagunt > Vinaròs)
10ª tappa Vuelta a España (Peñaranda de Bracamonte > León)
16ª tappa Vuelta a España (Logroño > Pamplona)
22ª tappa Vuelta a España (Palazuelos de Eresma > Madrid)
- 1991 (PDM-Ultima-Concorde, due vittorie)

5ª tappa, 2ª semitappa Vuelta a Aragón (Teruel > Teruel)
5ª tappa Vuelta a España (Linares > Albacete)
- 1992 (PDM-Ultima-Concorde, quattro vittorie)

3ª tappa Settimana Ciclistica Internazionale (Rocca di Capri Leone)
5ª tappa 2ª semitappa Vuelta a Asturias
1ª tappa Vuelta a los Valles Mineros
1ª tappa Vuelta a Burgos
- 1993 (Telekom, una vittoria)

3ª tappa Tirreno-Adriatico (Recanati > Porto Recanati)

### Altri successi
- 1981 (dilettanti)

Campionati tedeschi orientali, Cronosquadre
- 1982 (dilettanti)

1ª prova Polhill R.C. West Malling Circuit Criterium
2ª tappa Tour de l'Avenir (Bourg-en-Bresse > Châtillon-sur-Chalaronne, cronosquadre)
- 1983 (dilettanti)

3ª tappa, 1ª semitappa Niedersachsen-Rundfahrt (Nienburg > Nienburg, cronosquadre)
Dynamo Cup (criterium)
4ª tappa Tour de l'Avenir (Saumur > Châtellerault, cronosquadre)
- 1984 (dilettanti)

Classifica GPM Giro delle Regioni
- 1985 (dilettanti)

Classifica a punti Niedersachsen-Rundfahrt
Classifica a punti Giro delle Regioni
Campionati tedeschi orientali, Cronosquadre
- 1986 (dilettanti)

1ª tappa DDR-Rundfahrt (Erfurt > Dachwig, cronosquadre)
- 1987 (dilettanti)

Classifica combinata Corsa della Pace
- 1989 (dilettanti)

Classifica combinata Corsa della Pace
Criterium di Kessel-Lo
Campionati tedeschi orientali, Cronosquadre
- 1990 (PDM-Ultima-Concorde)

Ronde van Pijnacker (criterium)
Criterium di Berloz
Classifica a punti Vuelta a España
Grand Prix de la Libération (cronosquadre)
- 1991 (PDM-Ultima-Concorde)

Schellenberg Rundfahrt (criterium)
Classifica a punti Vuelta a España

## Piazzamenti

### Grandi Giri
- Giro d'Italia

1993: ritirato
1994: ritirato
- Tour de France

1990: 87º
1991: ritirato
1993: 98º
1994: 84º
- Vuelta a España

1990: 58º
1991: 43º
1992: 61º

### Classiche monumento
- Milano-Sanremo

1991: 8º
1992: 4º
1994: 61º
- Giro delle Fiandre

1992: 21º
1993: 41º
1994: 86º
1995: 87º
- Parigi-Roubaix

1991: 32º
1992: 47º
1993: 43º
1994: 22º
1995: 74º

### Competizioni mondiali
- Campionati del mondo

Goodwood 1982 - In linea Dilettanti: 19º
Altenrhein 1983 - In linea Dilettanti: vincitore
Colorado Springs 1986 - In linea Dilettanti: 4º
Colorado Springs 1986 - Cronosquadre Dilettanti: 3º
Villach 1987 - In linea Dilettanti: 12º
Utsunomiya 1990 - In linea Professionisti: ritirato
Stoccarda 1991 - In linea Professionisti: ritirato
Benidorm 1992 - In linea Professionisti: ritirato
Oslo 1993 - In linea Professionisti: ritirato
- Giochi olimpici

Seul 1988 - In linea: 23º